# Championnats du monde de cross-country 2011
Navigation
Édition précédente Édition suivante
Les 39es Championnats du monde de cross-country IAAF  se sont déroulés le 20 mars 2011 à Punta Umbría en Espagne.

## Organisation
La cité andalouse est désignée organisatrice de cette compétition le 21 novembre 2009 à l'occasion du congrès de l'IAAF tenu à Monaco. Plusieurs villes des États-Unis étaient également candidates.
Le tracé de la course comprend une portion de 600 mètres empruntée au départ et à l'arrivée des courses, puis un circuit de 2 kilomètres. Les distances parcourues sont de 12 kilomètres pour la course senior masculine, 8 kilomètres pour la course senior féminine et la course junior masculine, et 6 kilomètres pour la course junior féminine.

## Résultats

### Seniors

#### Hommes
| Place | Athlète                 | Pays     | Temps       |
| ----- | ----------------------- | -------- | ----------- |
|       | Imane Merga             | Éthiopie | 33 min 50 s |
|       | Paul Tanui              | Kenya    | 33 min 52 s |
|       | Vincent Kiprop Chepkok  | Kenya    | 33 min 53 s |
| 4     | Mathew Kisorio          | Kenya    | 33 min 55 s |
| 5     | Geoffrey Mutai          | Kenya    | 34 min 03 s |
| 6     | Stephen Kiprotich       | Ouganda  | 34 min 07 s |
| 7     | Philemon Kimeli Limo    | Kenya    | 34 min 21 s |
| 8     | Hunegnaw Mesfin         | Éthiopie | 34 min 25 s |
| 9     | Ali Hasan Mahboob       | Bahreïn  | 34 min 30 s |
| 10    | Hosea Mwok Macharinyang | Kenya    | 34 min 30 s |

| Place | Équipes                                                             | Points |
| ----- | ------------------------------------------------------------------- | ------ |
|       | Kenya Paul Tanui Vincent Chepkok Mathew Kisorio Geoffrey Mutai      | 14     |
|       | Éthiopie Imane Merga Hunegnaw Mesfin Dino Sefir Feyisa Lilesa       | 38     |
|       | Ouganda Stephen Kiprotich Moses Kipsiro Geofrey Kusuro Dickson Huru | 49     |
| 4     | Érythrée                                                            | 95     |
| 5     | Afrique du Sud                                                      | 113    |
| 6     | Bahreïn                                                             | 130    |
| 7     | Algérie                                                             | 150    |
| 8     | Espagne                                                             | 150    |

#### Femmes
| Place | Athlète            | Pays       | Temps       |
| ----- | ------------------ | ---------- | ----------- |
|       | Vivian Cheruiyot   | Kenya      | 24 min 58 s |
|       | Linet Masai        | Kenya      | 25 min 07 s |
|       | Shalane Flanagan   | États-Unis | 25 min 10 s |
| 4     | Meselech Melkamu   | Éthiopie   | 25 min 18 s |
| 5     | Priscah Cherono    | Kenya      | 25 min 20 s |
| 6     | Wude Ayalew        | Éthiopie   | 25 min 21 s |
| 7     | Pauline Korikwiang | Kenya      | 25 min 26 s |
| 8     | Lineth Chepkurui   | Kenya      | 25 min 28 s |

| Place | Équipes                                                                      | Points |
| ----- | ---------------------------------------------------------------------------- | ------ |
|       | Kenya Vivian Cheruiyot Linet Masai Priscah Cherono Pauline Korikwiang        | 15     |
|       | Éthiopie Meselech Melkamu Wude Ayalew Genzebe Dibaba Belaynesh Oljira        | 29     |
|       | États-Unis Shalane Flanagan Molly Huddle Magdalena Lewy-Boulet Blake Russell | 57     |
| 4     | Bahreïn                                                                      | 87     |
| 5     | Royaume-Uni                                                                  | 118    |
| 6     | Ouganda                                                                      | 148    |
| 7     | Japon                                                                        | 160    |
| 8     | Espagne                                                                      | 180    |

### Juniors

#### Hommes
| Place | Athlète                   | Pays     | Temps       |
| ----- | ------------------------- | -------- | ----------- |
|       | Geoffrey Kipsang Kamworor | Kenya    | 22 min 21 s |
|       | Thomas Ayeko              | Ouganda  | 22 min 27 s |
|       | Patrick Mutunga Mwikya    | Kenya    | 22 min 32 s |
| 4     | Bonsa Dida                | Éthiopie | 22 min 39 s |
| 5     | Fikadu Haftu              | Éthiopie | 22 min 43 s |

| Place | Équipes  | Points |
| ----- | -------- | ------ |
|       | Kenya    | 20     |
|       | Éthiopie | 24     |
|       | Ouganda  | 50     |
| 4     | Érythrée | 65     |
| 5     | Maroc    | 106    |

#### Femmes
| Place | Athlète                    | Pays     | Temps       |
| ----- | -------------------------- | -------- | ----------- |
|       | Faith Chepngetich Kipyegon | Kenya    | 18 min 53 s |
|       | Genet Yalew                | Éthiopie | 18 min 54 s |
|       | Azemra Gebru               | Éthiopie | 18 min 54 s |
| 4     | Waganesh Mekasha           | Éthiopie | 18 min 59 s |
| 5     | Janeth Kisa                | Kenya    | 19 min 08 s |

| Place | Équipes     | Points |
| ----- | ----------- | ------ |
|       | Éthiopie    | 17     |
|       | Kenya       | 19     |
|       | Japon       | 75     |
| 4     | Érythrée    | 89     |
| 5     | Royaume-Uni | 106    |

## Tableau des médailles
| Rang | Nation     | Or | Argent | Bronze | Total |
| ---- | ---------- | -- | ------ | ------ | ----- |
| 1.   | Kenya      | 6  | 3      | 2      | 11    |
| 2.   | Éthiopie   | 2  | 4      | 1      | 7     |
| 3.   | Ouganda    | 0  | 1      | 2      | 3     |
| 4.   | États-Unis | 0  | 0      | 2      | 2     |
| 5.   | Japon      | 0  | 0      | 1      | 1     |